# 3170 Dzhanibekov
3170 Dzhanibekov è un asteroide della fascia principale. Scoperto nel 1979, presenta un'orbita caratterizzata da un semiasse maggiore pari a 2,9314348 UA e da un'eccentricità di 0,0836889, inclinata di 2,02262° rispetto all'eclittica.
L'asteroide è dedicato al cosmonauta sovietico Vladimir Džanibekov.